# Kenneth Armstrong
Kenneth Armstrong (anglès: Ken Armstrong)  (Bradford, 3 de juny de 1924 - Auckland, 13 de juny de 1984), conegut com a Ken Armstrong, fou un futbolista neozelandès de la dècada de 1960. Fou pare dels també futbolistes Ron i Brian.
Formà part de la selecció anglesa a la Copa del Món de futbol de 1954, però no arribà a viatjar a Suïssa, essent jugador reserva. També fou internacional amb la selecció de futbol de Nova Zelanda.
Pel que fa a clubs, destacà a Chelsea FC.
Fou entrenador de Mount Wellington, i les seleccions de Nova Zelanda masculina (1958-1964) i femenina (1980).